# Перфекто де Кос, Мартин
Марти́н Перфе́кто де Кос (исп. Martín Perfecto de Cos; 1800—1854) — мексиканский военачальник, генерал, участник Техасской революции и Американо-мексиканской войны. Он был женат на Люсинде Лопес де Санта-Анна, сестре мексиканского президента Антонио Лопеса де Санта-Анны.

## Биография
Кос родился в Веракрусе в 1800 году. В 1820 году поступил на военную службу, в ходе которой он поднялся до ранга бригадного генерала (1833) и принял участие в кампании против восставшего штата Коауила-и-Техас в 1835—1836 годах.
Кос был назначен командующим военными силами Мексики в Техасе в июле 1835 года и был уполномочен разоружать всех восставших граждан. Он прибыл в Техас 21 сентября 1835 года. 1 октября он прибыл в Голиад, затем двинулся в Сан-Антонио-де-Бехар. Он отдал приказ об аресте Уильяма Б. Тревиса и других лидеров повстанцев. Но вскоре силы Коса были осаждены в Бехаре подошедшей техасской армией под командой Стефена Ф. Остина. После осады и последующего штурма Кос сдал город и оружие техасцам и вывел свои войска из Техаса. В ходе осады мексиканская армия потеряла 150 человек убитыми и ранеными. Возле Ларедо, на своём пути на юг Кос встретил мексиканские войска под командой Санта-Анны, двигающиеся на север, чтобы подавить техасских мятежников. Кос повернул на Сан-Антонио и в ходе штурма Аламо 5 марта 1836 года возглавил колонну из 300 солдат, штурмующих северо-западный угол миссии. Во время штурма его солдаты проломили северную стену.
21 апреля 1836 года Кос вместе с подкреплением из 500 солдат прибыл к силам Санта-Анны под Сан-Хасинто незадолго до внезапной атаки техасских сил под командой генерала Хьюстона. Его батальон был разгромлен атакой техасских добровольцев под командой полковников Сиднея Шермана и Эдварда Берлесона. Три дня спустя, 24 апреля, он попал в техасский плен.
В ходе Американо-мексиканской войны Кос командовал гарнизоном Туспана и значимой роли в сражениях не сыграл, после слабого сопротивления сдав город силам коммандера Мэтью Перри.

## Гиперссылки
- Martín Perfecto de Cos’s entry in the Biographical Encyclopedia of Texas hosted by the Portal to Texas History Архивная копия от 12 октября 2008 на Wayback Machine.
- Martín Perfecto de Cos letter (недоступная ссылка), August 8, 1835.
- Биография на сайте Handbook of Texas Online Архивная копия от 19 апреля 2013 на Wayback Machine (англ.)